# Hevenesi Gábor
Kishevesi Hevenesi Gábor (Vásárosmiske, 1656. március 24. – Bécs, 1715. március 11.) jezsuita pap, bölcseleti és teológiai doktor, történetíró, 1711 és 1714 között az osztrák-magyar jezsuita rendtartomány tartományfőnöke.

## Élete
1671-ben Sopronban lépett a rendbe. Bölcseletet, retorikát és teológiát tanított Nagyszombatban, Bécsben, majd Grazban. 1700-tól 1706-ig a bécsi rendi kollégium rektora, újoncmester és a bécsi Pazmaneum rektora volt. Haláláig munkatársa és tanácsadója Kollonich Lipót esztergomi érseknek, de véleményét nemegyszer kikérte I. Lipót császár is.
1686-ban Kollonich megbízásából, az antwerpeni bollandisták mintájára kezdeményezte a magyar történelem forrásainak összegyűjtését, s fölhívása nyomán a különböző családi és egyéb levéltárakban található iratok, oklevelek, adománylevelek és canonica visitatiók másolataiból 91 kötetnyi kézirat gyűlt össze, melyeket az ELTE Egyetemi Könyvtárának Kézirattára őriz (Collectio Hevenesiana). A munka elsődleges célja az volt, hogy alátámassza a jezsuita rend birtokigényeit a török alól felszabadított területeken, de a gyűjtemény végül általános történeti jelentőségűvé vált, mivel a lemásolt eredeti iratok nagy része azóta elpusztult.
Irodalmi működésének három évtizede alatt több mint harminc könyve jelent meg nyomtatásban. Egyik legjelentősebb műve a Régi magyar szentség (Ungaricae Sanctitatis Indicia; Nagyszombat, 1692) című, magyar és magyar származású szentekről írott életrajz-gyűjteménye. A Johann Sigmund Schott és Johann Jacob Hoffmann bécsi rézmetszők metszeteivel illusztrált kötetben ötvenöt szent és boldog rövid életrajzát közölte Jean Bolland hatalmas vállalkozása, az Acta Sanctorum nyomán. A könyv több kiadást ért meg. 1695-ben és 1737-ben ismét kiadták magyar és latin nyelven.
Számos egyházi vonatkozású művén kívül munkatársaival együtt elkészítette Magyarország első atlaszát, a Atlas Parvus Hungariae-t (Bécs, 1689), amely több mint 2600 helységnevet tartalmaz, s a helységek lokalizációját már a földrajzi szélesség és hosszúság adataival adja meg. Magyarország megyéinek atlasza kéziratban a budapesti Egyetemi Könyvtárban található.

## Latin nyelvű művei magyarul
- Régi Magyar Szentség, Avagy: Magyar-Ország Bóldog emlékezetű ötven Szenteinek, és Bóldoginak le-képzett élete, kik Szt. István Király idejében Magyar-Országban vóltanak. Avagy A' Római Széken, avagy élő embertől nem említhető régiek egyenlő értelméből, avagy szava hitt Históricusoknak írásiból Szentek közé számláltattak. Most pedig az idvözült Szentekhez illendő tiszteletnek buzgóbb gerjesztésére a' világ eleiben tétetnek. Nagyszombatban : Hörmann János, 1695
- A negyven-napi böjtnek szentsége, avagy A Krisztus kín-szenvedéséről, a nagy böjtnek minden napjaira elmélkedések. (Ford. Taxonyi János). Nagy-Szombat : Academiai Nyomda, 1739 (ugyanezen fordítás még egyszer 1793-ban jelent meg az egri püspöki nyomda által)
- A negyven napi szent böjt, vagy-is A nagy-böjtnek minden napjaira fel osztott Urunk szenvedésérül való elmélkedések.... Új kiadás. Pest : Trattner Nyomda, 1818
- Elmélkedések Krisztus szenvedése s halála fölött, a nagybőjt minden napjára. Hevenesi Gábor jezsuita latin munkája után írta Huszár Károly. Budapest : Nyomtatott Bagó Márton és Fiánál, 1884
- Régi magyar szentség avagy, Ötvenöt magyar szent és boldog valamint tiszteletreméltó ... rövid emlékezete, akiket vagy az Apostoli Szék, vagy a nép ... a szentek jegyzékébe iktatott vagy akik szentség hírében ékeskedtek (az 1737-es latin kiadás szövegét leford. és átigazította Sinkó Ferenc) [Bp.] : Új Ember Kiadóhivatal, [1988] (ehhez egy függelék is társult, amely kétszáznál több szent és boldog adatait sorolja fel, akik Magyarország területén születtek vagy ott megfordultak)

## Művei más nyelveken is
- Succus Prudentiae sive Discursus Ethici, e Senecae Cordubensis Philosophi operibus collecti... Viennae, 1680. (Viennae, 1690. és Nagyszombat, 1701.)
- Urbis Viennensis Propugnatorum Laudes. Graecii, 1684.
- Diarium adolescentis studiosi, sive Methodus actiones quotidianas bene, et fructuose obeundi, Sanctorum Adolescentum exemplis illustrata. Graecii, 1684. (és 1752., Nagyszombat, 1717., 1719., 1728., 1729., Kassa, 1726., Pozsony, 1729., 1756., utánnyomatott Bécsben 1752., Linczben, Nagyszombatban sat., végre Egerben, 1775.)
- Calendarium Marianum E. Victorijs Contra Gentiles, Turcas, Haereticos, et alios injusti Belli Authores... Graecii, 1685. (Nagyszombat, 1685., 1714., 1730., 1768. és 1769., Kassa, 1742.; Hasl jezsuita szláv nyelvre is lefordította. Laibach, 1719.)
- Styriae Ducum Memoria ab Ottocaro usque ad Leopoldum. Graecii, 1685.
- Aucupium Innocentiae contra stygium aucupem exemplo juvenis Landelini, sive ad fugienda pravae societatis pericula brevis admonitio. Graecii, 1685. (Nagyszombat, 1716., 1732. és Köln, 1716., Pozsony, 1734., Lublin, 1737., Bécs, 1741. sat., lengyelre ford. Vilna, 1722., 1733. és 1738.)
- Ethica Austriaca e Lemmatis Austriacorum Imperatorum. Viennae, 1686. (Grácz, 1729.)
- Regula Regum amor et Timor, sive S. Ladislaus Rex Hungariae Amore et Timore gubernans. Viennae, 1688.
- Atlas Parvus Hungariae seu Geographica Hungariae in 40 tabellas divisae descriptio. Viennae, 1689. (Szörényi, Propylaeum Bibl. Graecensis cz. munkájában Vols Ernőt tartja ezen munka szerzőjének.)
- Philosophia Polemica seu Theses philosophiae quaestionibus de re bellica distinctae. Viennae, 1690.
- Placita philosophica, quaestionibus ethicis, politicis et symbolis illustrata. Viennae, 1690.
- Philosophia sacra seu Quaestiones philosophicae occasione textuum S. Scripturae deductae. Viennae, 1690. (Kolozsvár, 1748., 1749.)
- Meteora rationibus et experimentiis physicis illustrata. Viennae, 1690, (Nagyszombat, 1690. Két rész. Nagyszombat, 1717., 1726., 1727., 1728. és Kolozsvár, 1732.)
- Vita S. Francisci Xaverii Ind. et Jap. Apostoli... thesibus philosophicis distincta et vario carmine concinnata. Viennae, 1690.
- S. Ephebus seu S. Aloysius Gonzaga S. J. olim in Aula Philippi Hisp. Regis honoratus. Vita ejus carmine et symbolis illustrata. Viennae, 1690.
- Academicus Viennensis sive B. Stanislaus Kostka Soc. Jesu: Ohm in facultate Philosophica Viennae Studiosus, nunc Franc. Colonna... Dum in... Universitate Viennensi, Prima AA. LL. et Philosophiae Laurea condecorarentur. Promotore... Viennae, 1690.
- Speculam Innocentiae, sive vita S. Aloysii... Graecii, 1690. (München, 1690., 1737., Bécs, 1691., Nagy-Szombat, 1717., 1762. és Kolozsvár, 1738.; németűl: Augsburg, 1797., francziáúl: Pourrentry, 1718., lengyelűl: Posen, 1725.)
- Amores Josephini, Sive Divorum amabilissimi, Divini Amoris nutritii, Mariae sponsi, Ditionum Austriacae Domui subditarum Patroni tutelaris, Josephi vita,... Viennae, 1792.
- Ungaricae Sanctitatis Indicia. Sive brevis quinquaginta Sanctorum & Beatorum memoria Iconibus expressa, qui vel a Sede Apostolica, vel ab immortalibus temporis communi populi consensu, vel Scriptorum probatorum authoritate. A Divi Stephani Primi Regis tempore, in Ungaria viventes in Divorum census venerunt. Quibus accessit Appendix, in qua ordine Alphabetico plusquam ducenti alij Sancti & Beati in Ungariam vel nativitate, vel commoratione spectantes recensentur... Tyrnaviae, 1692.
- Laurea philosophica, Quam D. Catharinae Virgini et Martyri, Philosophicae Facultatis Tutelari E quinquaginta. Orationibus Panegyricis per totidem annos in Basilica Divi Stephani Proto-Martyris dictis contextam obtulit Inclyta Facultas Philosophica Viennensis, ... Viennae, 1692.
- Vita B. Stanislai Kosztha cum 48 iconibus. Viennae, 1693.
- Flores Indici sive documenta ex aureis Sancti Indiarum Apostoli Francisci Xaverii S. J. epistolis decerpta et per singulos totius annis dies distributa. Viennae, 1694. (és 1714., 1723., 1747., Prága, 1697., München, 1697., 1702., Danzig, 1701., Brunsberg, 1697., 1716., Köln, 1713., Nagyszombat, 1714., Brunsberg, 1716., Sandomir, 1741.; németűl: München, 1739., Steyl, 1784., hollandúl: Amsterdam, 1885.)
- Fructus Indici, seu Quotidiana ex Vita S. Francisci Xav. Virtutis exempla decerpta et in singulos anni dies distributa. Viennae, 1696. (és 1747. Monachii, 1714., Nagyszombat, 1714. és 1720., németűl: Bécs, 1747., Grácz, 1782.)
- Ars bonae mortis sive quotidiana erga Sanctissimam Dei Matrem Mariam pietas ad omnia quidem vtilis... Viennae, 1695. (1738. és 1744., Köln, 1708., 1720., 1758., Passau, 1708., Linz, 1713., Nagyszombat, 1714., 1728., 1756., Brunsberg, 1721., Ingolstadt, 1721., Grácz, 1726., 1732., Lőcse, 1729., Krems, 1735., Varsó, 1737., Luzern, 1748., Dilingen, 1751., München, 1764-65., Lyon, 1838., Turin, 1884.; magyarúl: 1823. Bors jezsuita által ford., németűl: Bécs, 1705., Köln, 1709, és 1749; francziáúl: Paris, 1865.; portugalúl: ford. Anjos. Cosinbra, 1732.; lengyelűl: Lemberg, 1748.)
- Scintillae Ignatianae, sive Sancti Ignatii de Loyola... Apophtegmata Sacra per singulos anni dies distributa... Viennae, 1705. (és 1721., 1738., 1749., 1750., 1752., 1757., hely n., 1707., Brunsberg, 1712., Nagyszombat, 1713. 1715., 1725., 1734., 1752., München, 1715., Rommerskirchen, 1715., Mindelheim, 1716., Grácz, 1712., 1718., 1725., Klagenfurt, 1749., Köln 1715., 1751., Boroszló, 1757., 1759., Mainz 1808., 1841., Antwerpen, 1834., Paris, 1839., Trier, 1868., Uj Mexico, 1888.; németűl: Köln, 1718., Prága, 1732., Aachen, 1828., Paderborn, 1853., 1871., 1888., Bécs, 1864., 1872., Majna-Frankfurt, 1869., spanyolúl: Sevilla, 1753., 1881., lengyelűl: Lublin, 1710., 1713., 1747.)
- Calendarium Eucharisticum sive perpetuus Sanctissimae Eucharistiae cultus. Per quotidiana Sanctorum exempla et monita propositus... Viennae, 1708. (Viennae, 1709., Nagyszombat, 1714 és 1715 körűl, Münster, 1721., Varsó, 1739-40.; lengyelűl 1752 vagy 1753.)
- Cura habituati sive Peccati exterminium, Maxtime ad quod natura magis inclinat, per decem dierum Veneris, Christi Crucifixi, Dolorosae Virginis, SS. Ignatii et Xaverii Honoribus Instituendam solidam Devotionem proposita. Hely és év n. (és Bécs, 1707., 1748., Nagyszombat, 1714., 1751., 1770., Augsburg, év n., 1720., Köln, 1717., München, 1726., 1745., Olmüz, 1754., Dilingen, 1721., Haga, 1726; németűl: Bécs, 1719., spanyolúl: Sevilla, 1782., francziáúl: München, 1758.)
- Cura Salutis, sive de Statu Vitae Mature ac prudenter deliberandi Methodus... Viennae, 1709., (Viennae. 1712., 1714., Köln, 1716. Epistolae Apologeticae adversus Libellum Cura Salutis. Editionibus et observationibus illustravit Bernardus Pezius S. G. Campoduni, 1715.)
- Alphabetum Angelicum sive Angeli custodis in cliente suo adolescente ad custodiendam Castitatem instituendo conatus. Viennae, 1709. (Nagyszombat, 1716.)
- Quadragesima Christo patienti sacra, quotidianis Considerationibus illustrata... Graecii, 1713. (Nagyszombat, 1714., 1718., 1730., 1733., 1742., 1743., 1745., Bécs, 1718., Passau, 1730., Klagenfurt, 1752., Köln, 1754., Augsburg, 1763., magyarúl: Nagyszombat, 1739., ford. Taxonyi János, 1793., Pest, 1718. és Eger, 1793., németűl: Pozsony, 1726., Paderborn, év n., 1868. és 3. kiadásban Paderborn, 1891., Linz, 1858., francziáúl: Brüssel, 1730., 1742, szlávúl: Laibach, 1770., 1773., lengyelűl: Lemberg, 1769. és vendűl, év n.)
- Flores quotidiani sive Sanctorum Castitatis amantium exempla ... Viennae, 1714., (Nagyszombat, 1714., 1729., Köln, 1717., 1750., Brunsberg, 1721., München, 1737., 1756., Sandomir, 1741., Köln, 1750., németűl: Köln, 1711., 1717., Brunsberg, 1821., Passau, 1837., 1839., 1853.)
- Ephemerides piarum Ephemeridum, seu opera omnia ascetica. Pars I. continens Scintillas Ignatianas, Flores quotidianos, Calendarium Eucharisticum et Marianum, Flores et Fructus Indicos et Artem bonae mortis. II. Manuductio animae ad coelum cz. Tyrnaviae, 1714. két rész (és 1716., 1717., 1725., 1732, 1747., 1748. és Bécs, 1725., 1748.)
- Cura Innocentiae in primo flore servandae,. Vel etiam, si pendita esset, reparandae... Coloniae, 1717., (München, 1726., Nagyszombat, 1723., 1725., 1732., Bécs, 1743., Augsburg, 1752., németűl: Bécs, 1758.)
- Arbor vitae in coronam reflorescens innocentia cordi vertantis aetatis implantata... Lubló, 1737.
- Dies beatae Aeternitatis. Tyrnaviae, 1758.
- Memoriale Gabrieli Hevenesii S. Congregationi Inquisitionis cum Epistola Cardinalis oblatum... Oeniponte, 1885. (Kivonat H. kézirataiból: Historia sacra Ecclesiae Hungaricae centura fere tomis comprehensa, ezen kéziratgyűjteményt Kolonics kardinalistól kapta, kinek gyóntatója volt; Elogia defunctorum S. J. Prov. Austriacae ab Anno 1616 ad 1700, per menses duodecim totidem Tomulis, kézirata a budapesti egyetemi könyvtárban; Excerpta ex Collectione Hevesiana ad statum Religionis Austriae et Moraviae pertinentia, kézirata a bécsi császári könyvtárban.)
- Genealogiae Regum et Familiarum. Kézirat XXVIII kötetben, eredetileg az egyetemi könyvtárban. Nagy Iván szerint nagyrészt azon koholt családfákat tartalmazza, mint a Széchényi Ferenc gyűjteményéból származó Genealogiae authenticae, ezért nem használta.

## Külső hivatkozások
- Hevenesi Gábor: Régi Magyar Szentség (Ungaricae Sanctitatis Indicia)